# Honda CBR 125R

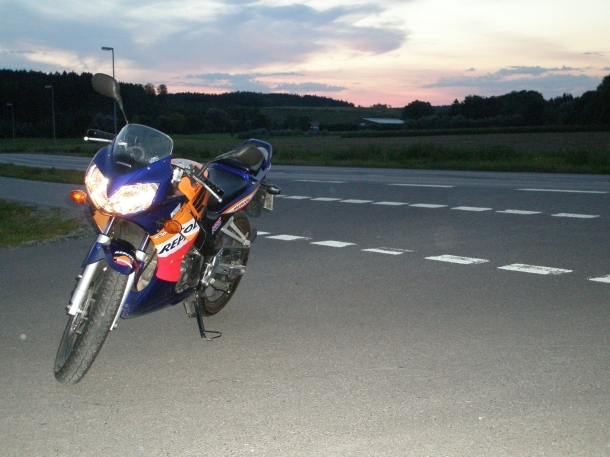
Honda CBR 125 Repsol JC34

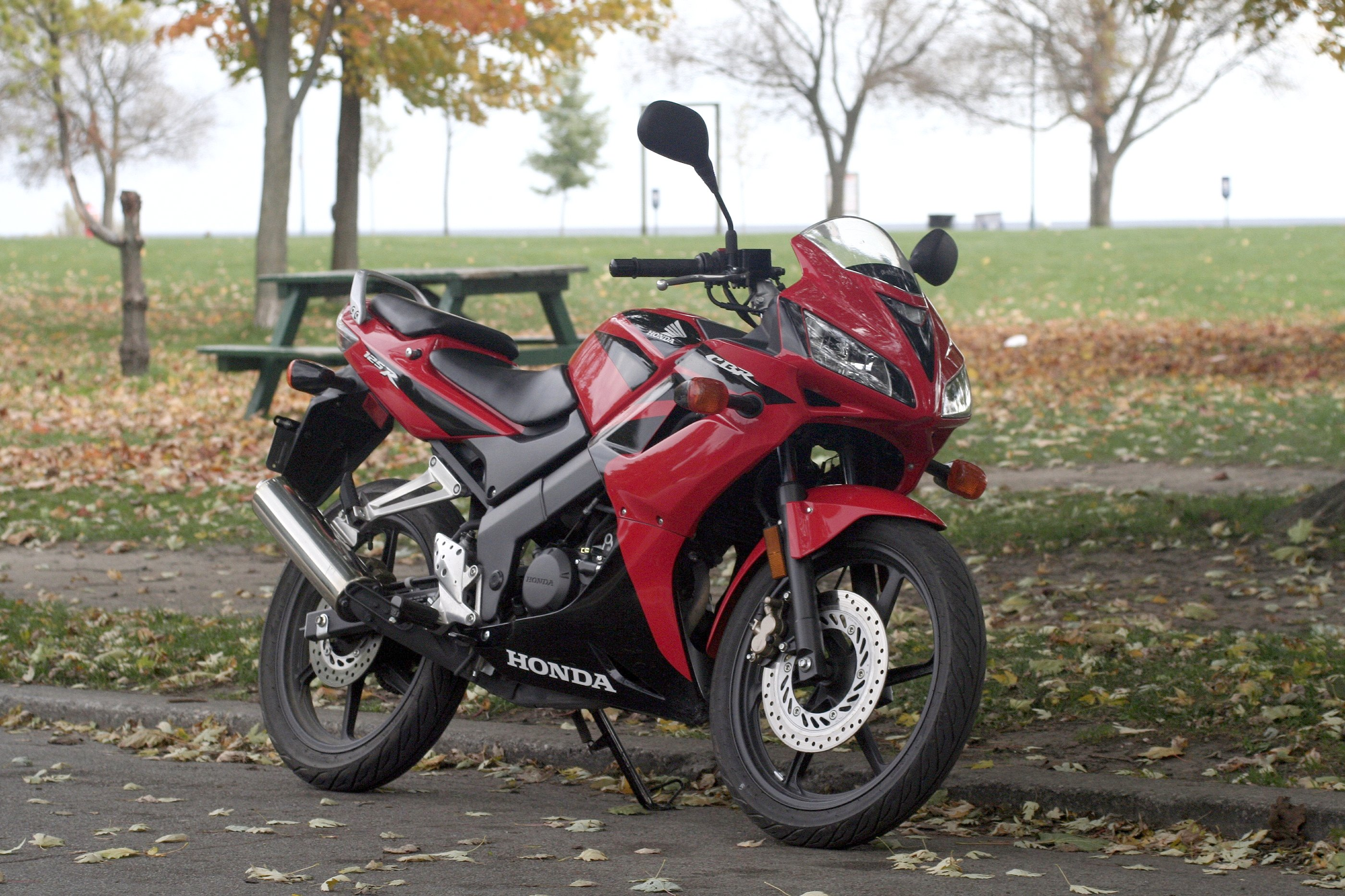
Honda CBR 125 JC39

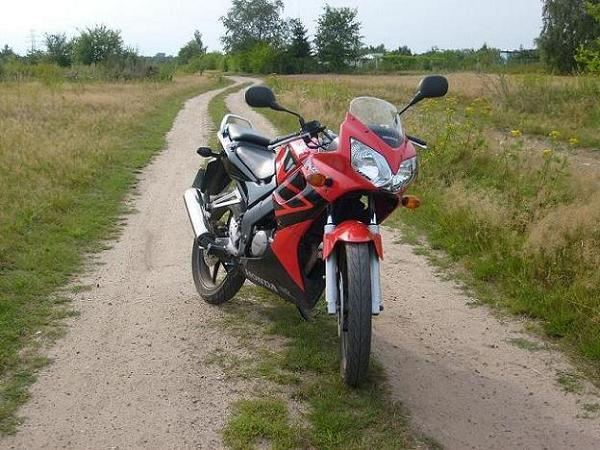
Honda CBR125R

Honda CBR 125R – sportowo-turystyczny motocykl Hondy produkowany od 2004. Motocykl został wyposażony w jednocylindrowy, czterosuwowy silnik w którym zastosowano gaźnik. Po roku 2007 zastosowano wtryskowy układ zasilania. Powstały 3 wersje tego motocykla JC34 produkowana od 2004 do 2007 wersja z gaźnikowym układem zasilania, JC39 produkowana od 2007 do 2011 z wtryskowym układem zasilania oraz zmienioną przednia czachą i bocznymi owiewkami. Od 2011 są produkowane nowe wersje JC50 ze zmienionym wyglądem i układem wydechowym oraz częściowo zmienionym układem elektrycznym.

## Silnik
Chłodzony cieczą, jednocylindrowy, czterosuwowy, jeden wałek rozrządu w głowicy napędzany łańcuchem, dwa zawory, smarowanie z mokrą miską olejową, gaźnik podciśnieniowy, średnica gardzieli 28 mm, nieregulowany katalizator, alternator 230 W, akumulator 12 V/5 Ah, mechanicznie sterowane sprzęgło wielotarczowe w kąpieli olejowej, skrzynia sześciobiegowa, tylne koło napędzane łańcuchem.
Średnica cylindra x skok tłoka : 58,0 × 47,2 mm
Pojemność: 125 cm³
Stopień sprężania: 11,0:1
Moc maksymalna 13,3 KM (10 kW) przy 10 000 obr./min
Maks. moment obrotowy 10,4 Nm przy 8000 obr./min

## Podwozie
Grzbietowa rama stalowa, widelec teleskopowy, średnica goleni 31 mm, dwuramienny wahacz ze stali, bezpośrednio połączony centralny amortyzator z przodu hamulec tarczowy, śr. 276 mm, pływający zacisk dwutłoczkowy, z tyłu hamulec tarczowy, śr. 220 mm, pływający zacisk jednotłoczkowy.

## Tor w Poznaniu
Na torze w Poznaniu odbywały się wyścigi Hondy CBR 125 - CBR Cup.